# 2015年レッドブル・エアレース・ワールドシリーズ アスコット
2015年レッドブル・エアレース・ワールドシリーズ アスコットでは、通算10回目となるレッドブル・エアレース・ワールドシリーズの内、2015年8月15日・16日にイギリスのアスコット競馬場で行われた2015年シーズン第5戦について述べる。イギリスでのレースは通算で7度目、アスコットが開催地に選ばれるのは、2014年シーズン第5戦に引き続き2度目である。アブダビ、千葉、ロヴィニ、ブダペストと海や川など水上を舞台に繰り広げられてきた今シーズンでは、内陸が舞台となるのは初である。

## 概要
第3戦の地・ロヴィニでは、ポール・ボノムが3連勝できるかが話題に上ったが、アスコットではハンネス・アルヒが同じ質問をされることになった。これまでに1シーズンで3連勝したことがあるのは、2005年シーズンのマイク・マンゴールドと、2010年シーズンのアルヒのみである。
シーズン前半の4戦を終えたところで、ポイントランキングは、ポール・ボノムが34ポイントで1位、ハンネス・アルヒとマット・ホールが29ポイントで同率で2位、1位と2位の差がわずか5ポイントという状況である。本戦を含む残る4戦の開催地は2014年シーズン後半戦と同じで（順番は異なる）、全てのパイロットが48ポイントを取るチャンスがあることに変わりはない。今シーズン表彰台を逃したのは第3戦ロヴィニのみの首位を走るボノムはシーズン3勝目を、昨シーズンのアスコットで8位に沈んだアルヒは昨年の反省点を振り返りながら今シーズン3連勝を、ホールはキャリア初優勝を目指した。レーストラックは昨シーズンと同じコースに設定された。
予選前日のトレーニング・フライトは悪天候で中止となった。トレーニング・フライトは予選の直前に行われ、ボノムがミスでタイムを落とし、マット・ホールが首位に立った。予選本番では、ボノムがミスを取り戻し首位、アルヒがコース脱線によるセーフティ・クライム・アウトでDNF判定を受け14位となり（予選2本目はエンジンの不調によりスタートできず）、ポイントランキングで1位と2位の2人がラウンド・オブ・14から激突することとなった。ラウンド・オブ・14ではアルヒがボノムを上回り予選1位通過、敗者の中で最速タイムを出したボノムはシーズン3勝目へ望みをつなぎ、2人はラウンド・オブ・8で再び相見えることとなった。しかしながら、ラウンド・オブ・8でアルヒはエンジントラブルでスタートできないまま敗退という結果に終わった。日本の室屋義秀は今シーズン初のファイナル4進出を果たし、2014年第2戦以来の自己最高となる第3位でレースを終え、ボノムが母国のファンを前に有終の美を飾った。
チャレンジャークラスは、スウェーデンのダニエル・リファが3連勝を目指して、予選から好タイムを記録したが、決勝でミスが出て2秒加算されるペナルティを受け3位、チェコのペトル・コプシュタインがシーズン2勝目を挙げた。

## マスタークラス

### 予選
| 順 位 | No. | パイロット             | タイム   | ペナルティ |
| ----- | --- | ---------------------- | -------- | ---------- |
| 1     | 55  | ポール・ボノム         | 1:06.023 |            |
| 2     | 95  | マット・ホール         | 1:06.284 |            |
| 3     | 8   | マルティン・ソンカ     | 1:07.172 |            |
| 4     | 91  | ピーター・ベゼネイ     | 1:07.443 |            |
| 5     | 31  | 室屋義秀               | 1:07.864 |            |
| 6     | 27  | ニコラス・イワノフ     | 1:08.075 |            |
| 7     | 10  | カービー・チャンブリス | 1:08.136 |            |
| 8     | 9   | ナイジェル・ラム       | 1:08.220 |            |
| 9     | 99  | マイケル・グーリアン   | 1:08.438 |            |
| 10    | 21  | マティアス・ドルダラー | 1:08.439 | +2秒1      |
| 11    | 12  | フランソワ・ルボット   | 1:09.280 |            |
| 12    | 26  | フアン・ベラルデ       | 1:09.996 |            |
| 13    | 84  | ピート・マクロード     | 1:10.631 | +2秒1      |
| 14    | 22  | ハンネス・アルヒ       | DNF2     |            |

- ^1 水平違反により+2秒のペナルティ[10]
- ^2 ゲート通過時の高度が高すぎたため、セーフティ・クライム・アウトを選択[10]

### ラウンド・オブ・14
| ヒート | 予選1 | パイロット1            | タイム1   | タイム2   | パイロット2            | 予選2 |
| ------ | ----- | ---------------------- | --------- | --------- | ---------------------- | ----- |
| 1      | 5     | 室屋義秀               | 1:07.623  | 1:08.844  | マティアス・ドルダラー | 10    |
| 2      | 4     | ピーター・ベゼネイ     | 1:08.919  | 1:13.5111 | フランソワ・ルボット   | 11    |
| 3      | 6     | ニコラス・イワノフ     | 1:07.967  | 1:08.721  | マイケル・グーリアン   | 9     |
| 4      | 3     | マルティン・ソンカ     | 1:07.405  | 1:09.003  | フアン・ベラルデ       | 12    |
| 5      | 7     | カービー・チャンブリス | 1:10.5902 | 1:10.0472 | ナイジェル・ラム       | 8     |
| 6      | 2     | マット・ホール         | 1:06.833  | 1:11.0193 | ピート・マクロード     | 13    |
| 7      | 1     | ポール・ボノム         | 1:06.961  | 1:06.178  | ハンネス・アルヒ       | 14    |

| 凡例                     | 凡例 |
| ------------------------ | ---- |
| ラウンド・オブ・8進出    |      |
| ノックアウト（敗退）     |      |
| 敗者の中で最速（＝進出） |      |

- ^1 スモークが出ておらず+1秒、水平違反により+2秒のペナルティ[11]
- ^2 ゲート通過時の規定高度違反（高度超過）により+2秒のペナルティ[11]
- ^3 パイロン・ヒットにより+3秒のペナルティ[11]

### ラウンド・オブ・8
| ヒート | 予選1 | パイロット1        | タイム1  | タイム2  | パイロット2        | 予選2 |
| ------ | ----- | ------------------ | -------- | -------- | ------------------ | ----- |
| 8      | 4     | ピーター・ベゼネイ | 1:07.465 | 1:06.706 | 室屋義秀           | 5     |
| 9      | 3     | マルティン・ソンカ | 1:10.114 | 1:08.088 | ニコラス・イワノフ | 6     |
| 10     | 2     | マット・ホール     | 1:06.531 | 1:06.993 | ナイジェル・ラム   | 8     |
| 11     | 1     | ポール・ボノム     | 1:06.542 | DNS1     | ハンネス・アルヒ   | 14    |

| 凡例                 | 凡例 |
| -------------------- | ---- |
| ファイナル4進出      |      |
| ノックアウト（敗退） |      |

- ^1 エンジン・トラブルによりスタートできず[12]

| 順 位 | No. | パイロット         | タイム   | ペナルティ |
| ----- | --- | ------------------ | -------- | ---------- |
| 1     | 55  | ポール・ボノム     | 1:06.416 |            |
| 2     | 95  | マット・ホール     | 1:09.024 | +2秒1      |
| 3     | 31  | 室屋義秀           | 1:09.426 | +2秒1      |
| 4     | 27  | ニコラス・イワノフ | 1:10.804 | +2秒2      |

| 順 位 | パイロット             | ポイント |
| ----- | ---------------------- | -------- |
| 1     | ポール・ボノム         | 12       |
| 2     | マット・ホール         | 9        |
| 3     | 室屋義秀               | 7        |
| 4     | ニコラス・イワノフ     | 5        |
| 5     | ナイジェル・ラム       | 4        |
| 6     | ピーター・ベゼネイ     | 3        |
| 7     | マルティン・ソンカ     | 2        |
| 8     | ハンネス・アルヒ       | 1        |
| 9     | マイケル・グーリアン   | 0        |
| 10    | マティアス・ドルダラー | 0        |
| 11    | フアン・ベラルデ       | 0        |
| 12    | カービー・チャンブリス | 0        |
| 13    | ピート・マクロード     | 0        |
| 14    | フランソワ・ルボット   | 0        |

## チャレンジャークラス
| 順 位 | No. | パイロット               | タイム   | ペナルティ |
| ----- | --- | ------------------------ | -------- | ---------- |
| 1     | 17  | ダニエル・リファ         | 1:18.072 |            |
| 2     | 5   | クリスチャン・ボルトン   | 1:21.094 |            |
| 3     | 62  | フロリアン・バーガー     | 1:23.409 | +2秒1      |
| 4     | 37  | ピーター・ポドランセック | 1:23.672 | +2秒1      |
| 5     | 18  | ペトル・コプシュタイン   | 1:24.576 | +4秒2      |
| 6     | 77  | フランシス・バロス       | 1:24.995 | +2秒1      |

| 順 位 | No. | パイロット               | タイム   | ペナルティ |
| ----- | --- | ------------------------ | -------- | ---------- |
| 1     | 18  | ペトル・コプシュタイン   | 1:20.776 |            |
| 2     | 5   | クリスチャン・ボルトン   | 1:21.920 |            |
| 3     | 17  | ダニエル・リファ         | 1:21.982 | +2秒1      |
| 4     | 37  | ピーター・ポドランセック | 1:22.212 |            |
| 5     | 62  | フロリアン・バーガー     | 1:27.444 |            |
| 6     | 77  | フランシス・バロス       | 1:27.653 | +4秒2      |

## 第5戦終了後のランキング
| 順 位 | パイロット             | トー タル |
| ----- | ---------------------- | --------- |
| 1     | ポール・ボノム         | 46        |
| 2     | マット・ホール         | 38        |
| 3     | ハンネス・アルヒ       | 30        |
| 4     | マルティン・ソンカ     | 18        |
| 5     | ナイジェル・ラム       | 17        |
| 6     | ピート・マクロード     | 14        |
| 7     | マティアス・ドルダラー | 12        |
| 8     | 室屋義秀               | 11        |
| 8     | ニコラス・イワノフ     | 11        |
| 10    | マイケル・グーリアン   | 8         |
| 10    | ピーター・ベゼネイ     | 8         |
| 12    | カービー・チャンブリス | 2         |
| 13    | フアン・ベラルデ       | 0         |
| 13    | フランソワ・ルボット   | 0         |

| 順 位 | パイロット               | トー タル |
| ----- | ------------------------ | --------- |
| 1     | ダニエル・リファ         | 28        |
| 1     | ペトル・コプシュタイン   | 28        |
| 3     | クリスチャン・ボルトン   | 24        |
| 4     | ミカエル・ブラジョー     | 22        |
| 5     | ピーター・ポドランセック | 14        |
| 6     | フロリアン・バーガー     | 10        |
| 7     | フランシス・バロス       | 4         |